# Луций Корнелий Цина (консул 32 пр.н.е.)
Вижте пояснителната страница за други личности с името Луций Корнелий Цина.
Луций Корнелий Цина (на латински: Lucius Cornelius Cinna) e политик на късната Римска република.

## Биография
Вероятно е син на Луций Корнелий Цина (претор 44 пр.н.е.) и брат на Корнелия Цина minor, първата съпруга на Юлий Цезар и по майчина линия чичо на последната дъщеря на Цезар от Корнелия, Юлия Цезарис.
През 44 пр.н.е. Цина е квестор при Публий Корнелий Долабела (суфектконсул 44 пр.н.е.) в провинция Азия. Конната войска, която трябва да заведе от Европа при Долабела, я превзема Марк Юний Брут. През 32 пр.н.е. Цина е избран за суфектконсул.
Цина е в колегията на Арвалските братя (Frater arvalis).
Не е изяснено дали след 46 пр.н.e. се жени за Помпея Магна, дъщеря на Помпей или е неин син. Помпея ражда на Цина две деца. Той е вероятно баща на Гней Корнелий Цина Магн (консул 5 г.), по други мнения това е негов по-малък брат. Баща е и на Корнелия Помпея, която става съпруга на Луций Скрибоний Либон (консул 16 г.).